# Hadkötelezettséget Ellenzők Ligája
A Hadkötelezettséget Ellenzők Ligája (HEL) a kötelező sorkatonai szolgálat megszüntetésére létrehozott magyarországi szervezet, amely ma sem szűnt meg, bár felfüggesztette a tevékenységét. 1993-ban alakult meg, eszköze a civil nyomásgyakorlás volt.

## Célok
A HEL kizárólagos célja a hadkötelezettség megszüntetése volt. A hadkötelezettséggel kapcsolatos másik ismert szervezettől, az Alba Körtől eltérően, magának a hadseregnek, a fegyveres erőszaknak – akár támadó, akár védelmi jellegű legyen – megszüntetését nem tűzte ki céljául. A HEL nem pacifista szervezet volt, de céljaik részbeni közössége miatt az Alba Körrel egyfajta sajátos együttműködő és ellentéti kapcsolat alakult ki.
Pragmatizmusára jellemző, hogy céljai érdekében közösen fejtettek ki erőt pacifisták és hivatásos katonák.

### Alapítók, tagok
A HEL tagsága igen változatos és összetett volt. A hivatásos tisztek mellett zenészek, írók, politikusok, egyetemi tanárok, szociológusok, vallási személyek is csatlakoztak, többek között: Bródy János (zeneszerző, énekes), Csapody Tamás (jogász-szociológus), Darvas Iván (színész), Farkas Henrik (fizikus, egyetemi docens), Jancsó Miklós (filmrendező), Karig Sára (műfordító), Kerényi Imre (rendező),  Konrád György (író), Kósa Ferenc (filmrendező), Merza József (matematikus), Mécs Imre (politikus), Mészöly Miklós (író), Nemere István (író), Vámos Miklós (író).

### Szervezet?
Érdekes és sajátos módon a HEL nem került bírósági, vagy bármilyen hivatalos bejegyzésre. Még saját bankszámlaszáma sincsen. Ennek ellenére mégis jelentős politikai és közéleti elismertségre sikerült szert tennie.

## Felfüggesztett működés
Miután a parlament megszavazta a békeidőben történő kötelező sorkatonai szolgálat, tehát a sorozás eltörlését ezért 2004. november 13-án a HEL felfüggesztette működését. 
A felfüggesztést igen nagy vita előzte meg, és sokan szerették volna a sorkatonai szolgálat eltörlését nemcsak békeidőre, hanem esetleges háborús helyzetre is kiterjeszteni. 
Tehát kialakult egy olyan álláspont is, hogy a fegyveres szolgálat csak önkéntes lehet, akár béke-, akár háborús időben, és senkit sem lehessen akarata ellenére fegyverhasználatra és ezzel esetlegesen emberi élet kioltására alkalmas helyzetbe hozni. 
Egy másik álláspont szerint a HEL további szerepet tölthetett volna be a jogszabály harmonizációban és a modern önkéntes hadsereg kiépítésében is. A jelenlévők közös megegyezése végül az lett, hogy egy fejezetet le kell zárni és a HEL működését fel kell függeszteni. A további célokat külön szervezetekben célszerű képviselni. 
Az esetleges visszarendeződés és jogszabálykijátszás miatt egy Figyelő Bizottságot hoztak létre, amelynek az a feladata, hogy az adott esetekben „újraélessze” a HEL-t.
HEL záróközlemény 2004-11-13
„c) A HEL egy Figyelő Bizottságot hoz létre, amely gondoskodik a HEL tevékenységének újraélesztéséről abban az esetben, ha az állam honvédelem címén ismét szolgálatot vagy kiképzést követelne polgáraitól. A Figyelő Bizottság tagjai: Farkas Henrik, Fülöp István, Iván Gábor, Kovács Gyula, Márton Róbert, Simonyi Gyula és Vida István.”

## Külső hivatkozások
- A Hadkötelezettséget Ellenzők Ligájának weboldala
- A Hadkötelezettséget Ellenzők Ligája története